# Terremoto di San Juan
Il terremoto di San Juan fu un sisma di magnitudo 7,4 della scala Richter che colpì la provincia argentina di San Juan e le regioni circostanti alle ore 20:52 del 15 gennaio 1944. È ricordato come il peggior evento sismico che abbia mai colpito l'Argentina.

## Il sisma
L'epicentro è stato localizzato a 20 chilometri a nord della città di San Juan, nei pressi della località di La Laja, nel dipartimento di Albardón. La scossa interessò principalmente i dipartimenti di Albardón, Angaco, Ullum, Chimbas, San Martín e Caucete, ma fu avvertita anche nelle province di Córdoba, La Rioja, Mendoza e San Luis.
Il centro maggiormente colpito fu proprio il capoluogo provinciale San Juan che venne pressoché raso al suolo. Il sisma causò la morte di circa 10.000 abitanti, pari al 10% della popolazione cittadina dell'epoca. Un terzo della popolazione della provincia rimase invece senza casa. Circa l'80% degli edifici della città fu distrutto e quelli rimasti in piedi subirono danni tali che nella maggior parte dei casi dovettero essere demoliti. Si ritiene che la ragione di una distruzione così diffusa sia da ricercare nella bassa qualità delle costruzioni (molte case erano costruite in adobe), piuttosto che nella potenza del terremoto.
Ad aggravare la situazione vi furono anche le condizioni climatiche. Se in un primo momento i soccorsi furono ostacolati da una pioggia battente durata alcuni giorni e da un'insolita ondata di freddo, nelle settimane successive invece San Juan tornò essere interessata dal soffocante clima estivo che costrinse le autorità ad adottare soluzioni drastiche in merito alle migliaia di cadaveri che venivano estratti dalle macerie. Per il timore che dilagasse il tifo, molti corpi vennero bruciati su pire improvvisate nei cimiteri o ai lati delle strade. Questo fece sì che i numeri e i nominativi di molte vittime rimanessero ignoti. Il grande numero di morti che continuavano ad essere estratti spinse l'esercito a scavare una grande fossa comune dove furono inumati i resti.

## La ricostruzione
Nei mesi successivi si accese un dibattito se fosse opportuno ricostruire la città nello stesso luogo o approfittare della situazione per spostarla in una zona meno soggetta a terremoti. Fu adottata la prima alternativa.
All'inizio della ricostruzione furono costruiti 25 quartieri formati da case di emergenza realizzati con fondi dello Stato nazionale. Si trattò del primo piano di costruzione su larga scala diretto dallo Stato in Argentina, le cui prime fasi si svolsero sotto il governo militare del presidente de facto Pedro Pablo Ramírez. Tra chi si distinse nell'organizzare la raccolta fondi a favore dei terremotati vi fu il colonnello Juan Domingo Perón, capo della segreteria del lavoro e sicurezza sociale. Perón conoscerà la sua futura moglie Eva Duarte proprio durante un evento per raccogliere fondi. 
Nel 1944 molte delle case di San Juan erano fatte di adobe e il programma di ricostruzione portò alla creazione di un codice edilizio che teneva conto delle conoscenze contemporanee sui terremoti e sul loro effetto sugli edifici. Pertanto furono utilizzati mattoni più resistenti, vennero costruite case a un piano in cemento e i marciapiedi e le strade furono resi più larghi. Dopo il colpo di Stato del 1955 che spodestò Perón, la ricostruzione proseguì sotto il presidente de facto Pedro Eugenio Aramburu.